# Premi Robert 1998
La 15ª edizione dei Premi Robert si è svolta a Copenaghen nel 1998.

## Vincitori
- Miglior film: Let's Get Lost, regia di Jonas Elmer ex aequo Barbara, regia di Nils Malmros
- Miglior attore protagonista: Lars Simonsen - Barbara
- Miglior attrice protagonista: Sidse Babett Knudsen - Let's Get Lost
- Miglior attore non protagonista: Jesper Christensen - Barbara
- Miglior attrice non protagonista: Ellen Hillingsø - Sekten
- Miglior sceneggiatura: Nikolaj Scherfig - Ørnens øje
- Miglior fotografia: Jan Weincke - Barbara
- Miglior montaggio: Morten Giese - Ørnens øje ex aequo Jacob Thuesen e Per K. Kirkegaard - Sekten
- Miglior scenografia: Norbert Scherer - L'isola in Via degli Uccelli (The Island on Bird Street)
- Migliori costumi: Manon Rasmussen - Ørnens øje
- Miglior musica: Nikolaj Egelund e Povl Kristian - Let's Get Lost
- Miglior sonoro: Morten Degnbol e Stig Sparre-Ulrich - Ørnens øje
- Migliori luci: Otto Stenov - Barbara
- Miglior trucco: Elisabeth Bukkehave - Ørnens øje
- Miglior film straniero: Full Monty - Squattrinati organizzati (The Full Monty), regia di Peter Cattaneo
- Miglior documentario: Patrioterne, regia di Tómas Gislason
- Miglior cortometraggio di finzione: Royal Blues, regia di Lotte Svendsen
- Premio Robert onorario: Henning Bahs e Erik Balling